# Funiculaire Dôme Express
 (mars 2017).
Si vous disposez d'ouvrages ou d'articles de référence ou si vous connaissez des sites web de qualité traitant du thème abordé ici, merci de compléter l'article en donnant les références utiles à sa vérifiabilité et en les liant à la section « Notes et références ».
Le funiculaire Dôme Express est un funiculaire entièrement souterrain situé sur le domaine skiable des Deux Alpes en Isère.
Avec une altitude maximale de 3 384 mètres, il est le plus haut funiculaire de France et permet de transporter les passagers en passant sous le glacier de la station.

## Historique
À la fin des années 1980, pour améliorer la desserte des pistes de ski sur le glacier de Mont-de-Lans qui étaient jusque-là desservies par des téléskis et des télésièges avec des capacités insuffisantes, la station opta pour la construction d'un funiculaire souterrain plus rapide et avec une plus grande capacité qui sera construit dans la roche située sous le glacier. Ce choix de remontée est dû au fait qu'il est difficile de construire une remontée mécanique sur un glacier à cause des déplacements de la glace. Le percement du tunnel débuta en décembre 1987 pour s'achever en avril 1988. Les deux véhicules ont été livrés par camion jusqu'à la station puis transportés au glacier sur un traîneau tirés par une chenillette. Enfin, le funiculaire Dôme Express fut inauguré le 29 juillet 1989.

## Caractéristiques
Le funiculaire Dôme Express permet de relier le pied du glacier de Mont-de-Lans au dôme du Puy Salié. Depuis son inauguration, c'est le plus haut de France et le deuxième plus au haut au monde après le Métro alpin de Saas-Fee en Suisse. Le funiculaire est entièrement souterrain en passant dans la roche sous le glacier ce qui lui permet d'éviter de subir les déplacements du glacier et de pouvoir fonctionner quelle que soit la météo. La ligne possède une longueur de 1 722 mètres et un dénivelé de 289 mètres, elle est constituée d'un tunnel à voie unique de 3,9 mètres de diamètre ainsi qu'un évitement à deux voies pour le croisement des deux rames. Sa pente varie entre 1,35 % en gare aval et 34 % en gare amont, elle est de 17 % au niveau du croisement. Le trajet dure environ 4 minutes. Son trajet est aussi doublé par les téléskis Puy Salié 1 et 2.
La gare aval est implantée à 3 095 mètres d'altitude à 100 mètres en contrebas de l'arrivée du téléphérique du Jandri Express en provenance de la station des Deux Alpes. Les skieurs peuvent accéder à la gare aval depuis l'arrivée du Jandri Express en ski ou en empruntant un ascenseur incliné de 128 mètres. La machinerie est installée au niveau de la gare aval ce qui est rare comparé aux autres funiculaires où la machinerie est normalement installée en gare amont.
La gare amont est située à 3 384 mètres d'altitude à 40 mètres sous le dôme du Puy Salié qui culmine à 3 421 mètres. Une fois arrivés, les passagers doivent emprunter un ascenseur pour remonter à la surface pour se retrouver sur le dôme du Puy Salié. Les skieurs peuvent redescendre par les pistes bleues « Jandri 5 », « Puy Salié 2 », ou par la rouge « Signal 3 » mais ils peuvent aussi emprunter le téléski de la Lauze pour monter au point culminant de la station à plus de 3 500 mètres.
Le funiculaire présente deux trains constitués d'un seul wagon. Les véhicules possèdent une longueur de 15 mètres pour une largeur 2,20 mètres, ils peuvent accueillir chacun 125 personnes et présentent un plancher incliné de 17 %. Ils sont constitués d'une couche de résine posée sur une armature en acier.